# Summer Tribe
«Summer Tribe» es el séptimo maxisencillo de la banda japonesa Dragon Ash, lanzado en 2000. La canción Episode 2 cuenta con la colaboración de miembros del grupo japonés de hip hop Skebo King (SBK), mientras que el remix cuenta con DJ Fumiya, de Rip Slyme.
"Summer Tribe" fue también publicado como un LP en el mismo día. Cuenta con las dos primeras pistas del lanzamiento en CD, así como otras tres variaciones de Summer Tribe.

## Lista de canciones

### CD
1. «Summer Tribe» – 4:07
2. «Summer Tribe» (Komorebi Mix) – 4:06
3. Episode 2 ft. SHUN, SHIGEO – 4:11
4. Episode 2 ft. SHUN, SHIGEO (DJ Fumiya Remix) – 4:39

### LP

#### Lado A
1. «Summer Tribe» – 4:07
2. «Summer Tribe» (Instrumental) – 4:07

#### Lado B
1. «Summer Tribe» (Komorebi Mix) – 4:06
2. «Summer Tribe» (Komorebi Mix Instrumental) – 4:06
3. «Summer Tribe» (A-cappella) – 4:07

- Datos: Q2880790